# Господар підземної в'язниці
Господар підземної в'язниці (англ. Ragewar) — американський фільм фентезі 1984 року.

## Сюжет
Програміст Пол Бредфорд і його дівчина Гвен потрапляють в потойбічний світ, де править бал демонічний чаклун Местіма, який вважає Пола єдиним гідним його супротивником. Щоб вижити і врятувати подругу, Пол змушений поневірятися по різних світах, б'ючись з найнеймовірнішими істотами, наділеними надприродною силою і жорстокістю.

## У ролях
- Джеффрі Байрон — Пол Бредфорд
- Річард Молл — Местіма
- Леслі Вінг — Гвен Роджерс
- Джина Калабрезе — дівчинка у мрії
- Деніел Діон — монстр у сні
- Білл Бестоларідес — монстр у сні
- Скотт Кемпбелл — монстр у сні
- Ед Доріні — монстр у сні
- Р.Дж. Міллер — містер Кейн
- Дон Мосс — Дон
- Аланна Рот — квіткова дівчина
- Кім Коннелл — танцюристка
- Джанет Велш — танцюристка
- Керол соломон — танцюристка
- Джекі Гросс — танцюристка
- Барбара Мюллер — танцюристка
- Ніна Бейкер — танцюристка
- Клів Холл — Джек Різник
- Кеннет Дж. Холл — Людина-вовк
- Джек Рід — мумія
- Гай Сіммонс — африканець
- Джефф Рейберн — кат
- Лонні Хасімото — самурай
- Девід Карп — труп Пола Бредфорда
- Е. Лі Найшон — зомбі
- Беверлі Міко — зомбі
- Джеймс Ді Міно — зомбі
- Кертіс Лі Гаррік — зомбі
- Джеймс Чеснат — зомбі
- Пітер Кент — зомбі
- Джон Карл Бюхлер — Ratspit
- Блекі Лоулесс — співак / басист
- Кріс Холмс — гітарист
- Ренді Пайпер — гітарист
- Тоні Річардс — барабанщик
- Сел Фондакаро
- Філ Фондакаро
- Едді Замміт — поліцейський 1
- Мак Адемія — поліцейський 2
- Денні Дік — Тесак
- Курт Браун — танцюрист
- Сюзанн Лелонг — танцюристка
- Маріка Золл — танцюрист
- Джеррі Пінтас — печерний звір
- Дайан Картер — ангел
- Майкл Стів Джонс — солдат
- Ренді Попплуелл — солдат
- Ентоні Т. Дженова III — солдат
- Фелікс Сілла — бандит
- Пол Пейп — поліцейський